# مضادات 5-HT3
مضادات المستقبلات 5-HT3 (بالإنجليزية: 5-HT3 antagonist)‏ و هي نوع من مستقبلات السيروتونين توجد في العصب المبهم و مناطق معينة من الدماغ و في جهاز الهضم و المضادات 5-هت 3 ، تعرف بشكل غير رسمي باسم " سيترونز "، هي فئة من الأدوية التي تعمل كمضادات مستقبلات لمستقبلات 5-هت 3 ، وهو نوع فرعي من مستقبلات السيروتونين الموجود في أطراف العصب المبهم وفي بعض مناطق الدماغ. مع استثناءات ملحوظة من الألوزيترون و السيلانزيترون ، والتي تستخدم في علاج متلازمة القولون العصبي ، جميع المضادات 5-هت 3 هي مضادات للحموضة ، وتستخدم في الوقاية والعلاج من الغثيان والقيء. وهي فعالة بشكل خاص في السيطرة على الغثيان والقيء الناجم عن العلاج الكيميائي للسرطان وتعتبر المعيار الذهبي لهذا الغرض .
يمكن تحديد مضادات 5-هت 3 بواسطة اللواحق - السيترون ، ref>منظمة الصحة العالمية (2006). "The use of stems in the selection of International Nonproprietary Names (INN) for pharmaceutical substances" (PDF). مؤرشف من الأصل (PDF) في 2018-11-01. (703 KiB). Geneva: WHO Press. Retrieved on 2007-05-15.</ref> وتصنف تحت الرمز A04AA من نظام التصنيف الكيميائي العلاجي التشريحي لمنظمة الصحة العالمية .

## البنية الكيميائية
يصنف الجيل الأول من هذه المركبات في 3 مجموعات رئيسية :
-مشتقات الكاربازول Carbazole
و أهم مركبات هذه المجموعة هو الاوندانسيترون Ondansetron و هو أول دواء استعمل من هذه المجموعة
9-methyl-3-[(2-methylimidazol-1-yl)methyl]-2,3-dihydro-1H-carbazol-4-one